# توبينو
توبينو (بالإيطالية: Topino)‏ هو نهر في أومبريا بوسط إيطاليا. عرف قديمًا باسم تيميا والذي ذكر دانتي أليغييري في القصيدة الحادية عشرة من الفردوس. ينبع النهر من سفوح جبل بينينو في ارتفاع 649 متر في إقليم نوتشيرا أومبرا. روافد النهر هي مينتوري وكليتونو. بعد عبوره لبلديات فالتوبينا وفولينيو وبيفانيا وكانارا وبيتونا فإنه ينضم إلى كياستشو قبل أن يصب في نهر التيبر.